# Notre-Dame-de-Londres
Notre-Dame-de-Londres es una población y comuna francesa, situada en la región de Languedoc-Rosellón, departamento de Hérault, en el distrito de Montpellier y cantón de Saint-Martin-de-Londres.
Esta población queda cerca a otros pueblos como Rouet, Brissac, Agones, Claret entre otros con una distancia aproximada entre 5 y 10 km.  

## Demografía
| 266 | 235 | 193 | 205 | 313 | 398 |
| Para los censos de 1962 a 1999 la población legal corresponde a la población sin duplicidades (Fuente: INSEE [Consultar]) |     |     |     |     |     |